# 歇马街道
歇马街道，原为歇马镇，是中华人民共和国重庆市北碚区下辖的一个乡镇级行政单位。2018年撤镇设街道。。区划代码改为500109007。

## 行政区划
歇马街道下辖以下地区：
华伟社区、解放台社区、红岩社区、小磨滩社区、状元碑社区、永远村、虎头村、农荣村、东风村、卫星村、小湾村、石盘村、天马村、文凤村和人和村。